# Donatella Rettore
Donatella Rettore (n. 8 iulie 1953, Castelfranco Veneto, Veneto, Italia), cunoscută uneori doar cu numele de Rettore, este o cantautoare italiană.